# Kétpettyes tövishátúsáska
A kétpettyes tövishátúsáska (Tetrix bipunctata) a tövishátúsáska-félék családjába tartozó, Eurázsiában honos sáskafaj.

## Megjelenése
A kétpettyes tövishátúsáska testhossza a hím esetében 8-10 mm, a nőstény 9-13 mm. Kicsi, de erőteljes, vaskos testalkatú faj. Alapszíne és mintázata változatos, többnyire különféle barna és szürke dominálnak. A torpajzs középső varrata tetőszerűen kiemelkedik, tüskeszerűen meghosszabbodott nyúlványa mindkét nem esetében a potroh végéig ér. A tüske felső oldalán középen többnyire (de nem mindig) két nagy sötét folt látható. A torpajzs elülső széle középen kicsúcsosodik a fej irányába. A csápok rövidek és vastagok, a leghosszabb íz is csak 2x olyan hosszú mint széles. A hátsó szárny látható része kb. kétszer hosszabb az elsőnél.
Nem ad ki hangot.

### Hasonló fajok
Közeli rokonaival, pl. a ligeti tövishátúsáskával lehet összetéveszteni. 

## Elterjedése
Eurázsiában honos Észak-Spanyolországtól Közép- és Észak-Európán keresztül egészen Északkelet-Kínáig. Magyarországon főleg a domb- és hegyvidékeken fordul elő, (pl. Kőszegi-hegység, Bakony, Budai-hegység, Aggteleki-karszt), az Alföldön ritka.

## Életmódja
Száraz gyepek, napos tisztások, erdőszegélyek, homoki gyepek, sziklagyepek, felhagyott kőbányák lakója. A talajon tartózkodik, kedveli az olyan élőhelyeket, ahol a talaj kopárfoltos, sziklás, mohás, részben avarral borított. Röpképtelen. Különféle növényekkel, mohákkal, algákkal, zuzmókkal táplálkozik.
Kifejlett példányaival márciustól októberig (leggyakrabban nyár végén) lehet találkozni. A nőstény májustól augusztus végéig rakja le petéit. A lárvák kb. két héttel később kelnek ki és (különféle fejlődési stádiumokban) áttelelnek. Az imágó is áttelelhet.

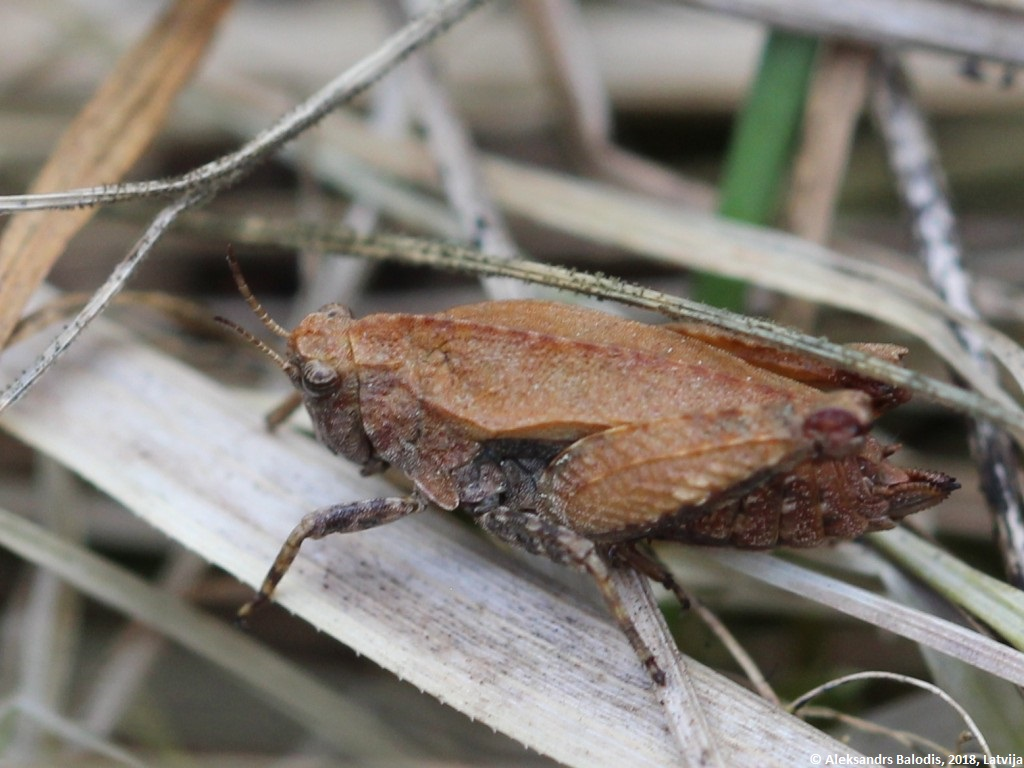
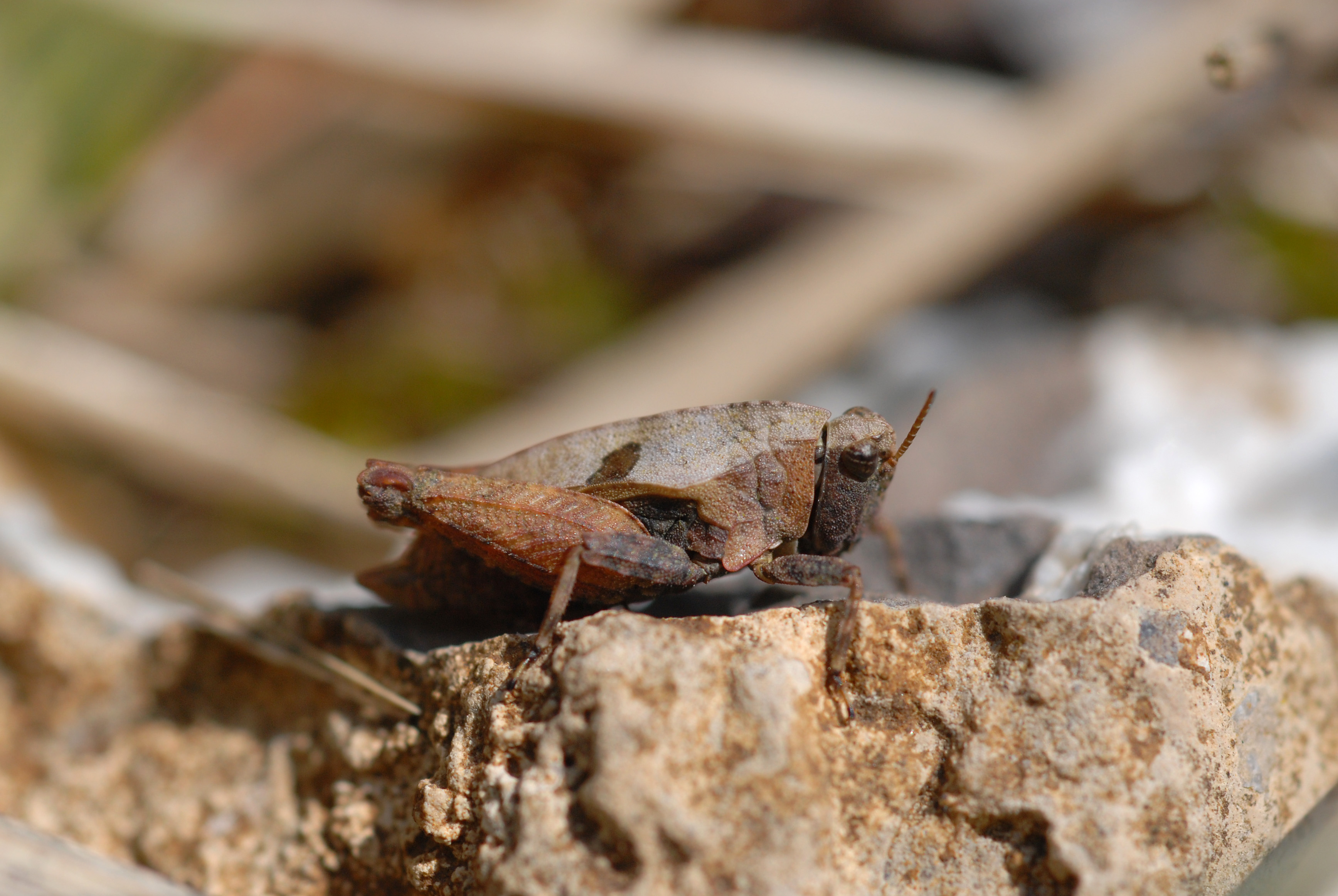
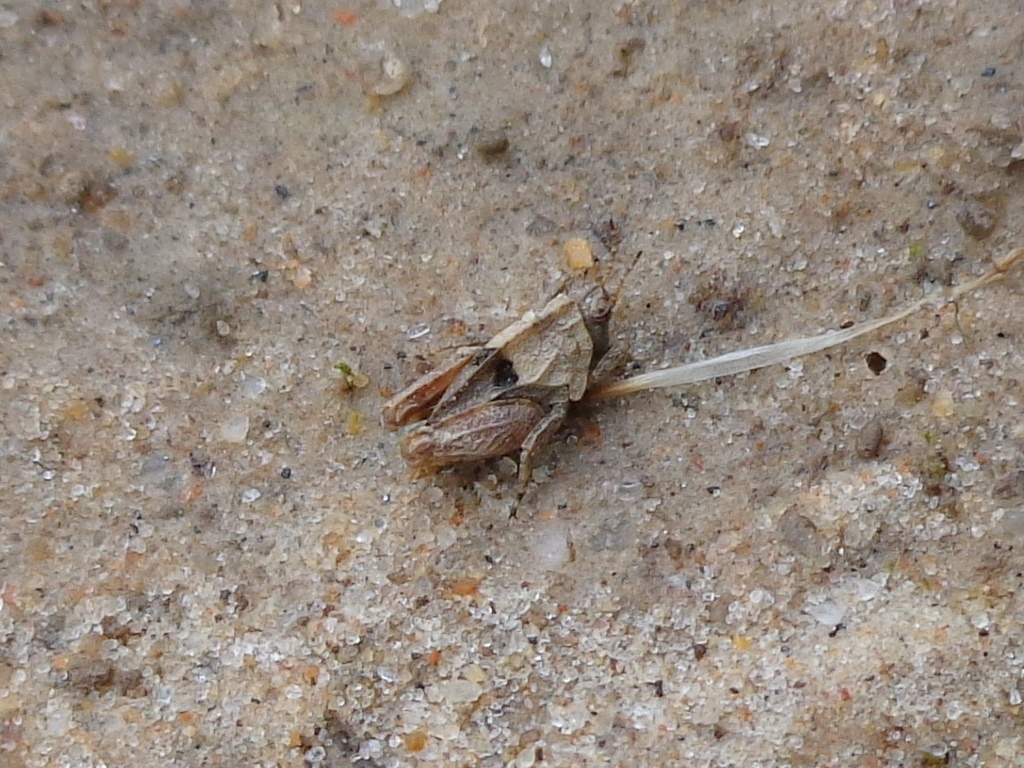
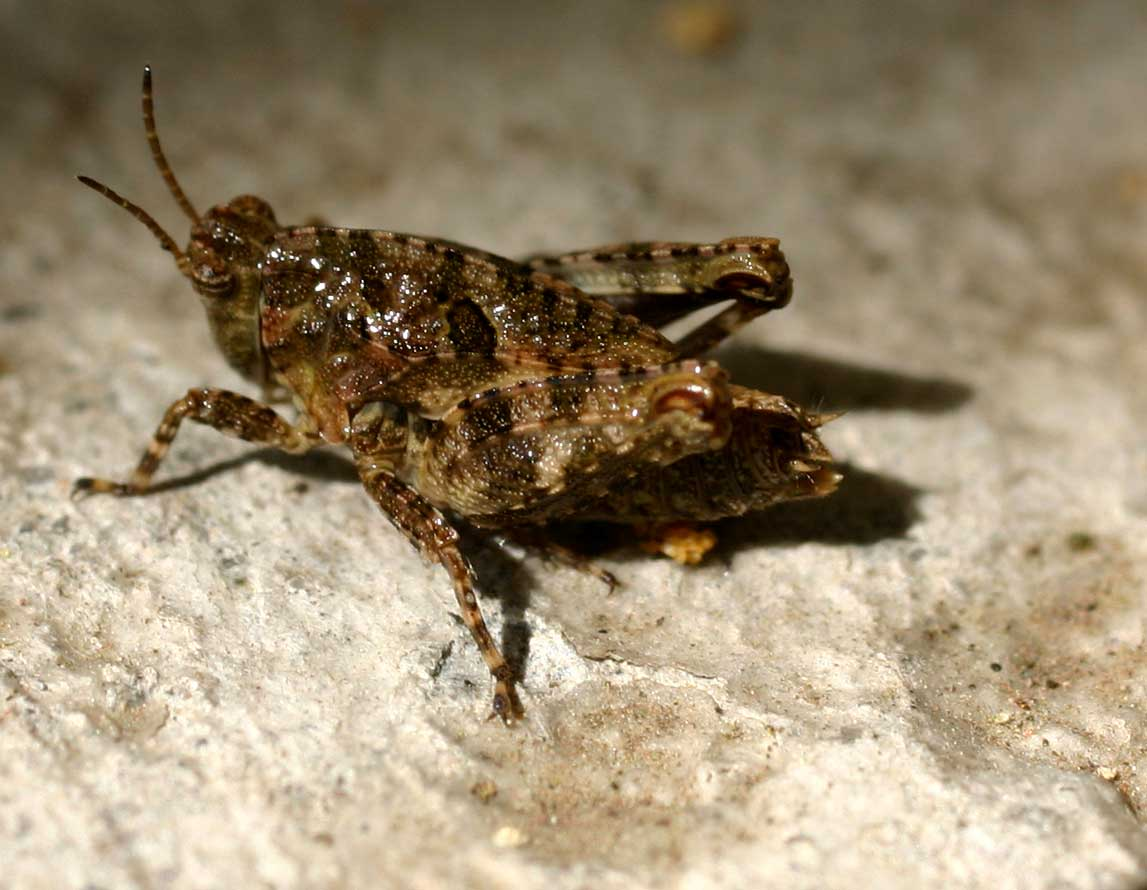
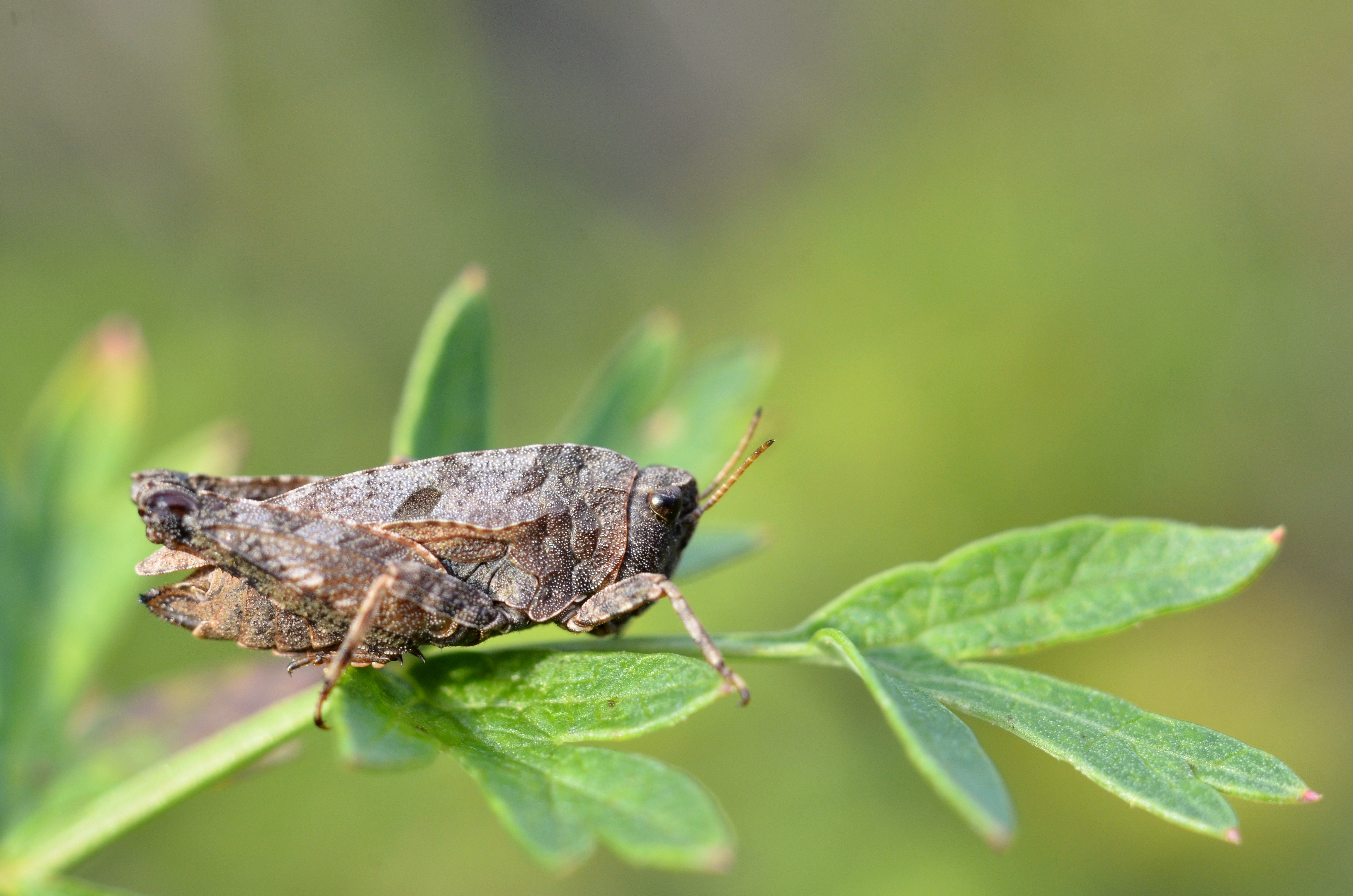

Magyarországon nem védett.